# 토니 플레처
토니 플레처(Tony Fletcher, 1964년 4월 27일 ~ 현재)는 영국의 음악 저널리스트로 드러머 키스 문과 밴드 R.E.M.의 전기 작가로 잘 알려져 있다.

## 재밍!
잉글랜드 요크셔주에서 태어난 플레처는 런던의 펑크 록 운동에서 영감을 받아 13살에 재밍(Jamming!)이라는 이름의 팬 잡지를 창간했다. 1977년 창간된 재밍!은 학교에서 인쇄하는 동인지로부터 시작해 1978년에는 폴 웰러, 애덤 앤트, 존 필과의 인터뷰를 담은 5호를 발행한 후 전문 인쇄과 더욱 넓은 범위의 발행을 이뤄냈다. 1979년부터 1984년까지는 베터 배지스에서 인쇄 후 부분적으로 배포하기도 했다. 1978년부터 1983년까지 재밍!은 피트 타운젠드, 아즈텍 카메라, 덱시스 미드나이트 러너스, 댐드, 델타 5, 더 잼, 빌 넬슨, 스크리티 폴리티, 셀렉터, 더 비트, 데드 케네디스 등 다양한 음악가들과의 인터뷰를 실었다.
1983년 9월, 재밍!은 격월간지로, 이후에는 월간으로 발행됐다. 후기 잡지의 인터뷰 대상으로는 더 스미스, U2, 빌리 브랙, 줄리언 코프, 로이드 콜, 콕토 트윈스, 에코 앤 더 버니멘, R.E.M., 스페셜스, 에브리싱 벗 더 걸, 매드니스 등이 있다. 1986년 1월 36호를 발행한 이후 잡지가 폐간됐다.

## 미디어
재밍!으로 성공을 거둔 플레처는 1982년 폴 매카트니와의 인터뷰를 시작으로 더욱 많은 기회를 얻었다. 이듬해 왬!을 인터뷰한 튜브를 포함한 TV 프로그램을 진행했으며, 폴 웰러 및 에코 앤더 버니멘을 포함한 포스트펑크 인물들과 친목을 쌓았다. 특히 에코 앤 더 버니멘에 대해서는 1987년 출판된 플레처의 첫 서적의 주제이기도 했다.
플레처는 1980년대 후반 뉴욕으로 이주하기 전까지 밴드와 음반 매니지먼트를 병행했다.
플레처는 2019년 당시 발매될 예정이었던 픽시스의 음반 《Beneath the Eyrie》의 녹음 과정에 대해 이야기하는 팟캐스트 "이츠 어 픽시스 팟캐스트"(It's a Pixies Podcast)를 프로듀싱하고 공동 진행했다. 이듬해 플레처는 2016년 대부분을 아내와 11살 아들과 함께 전 세계를 여행하며 보낸 것에서 영감을 받아 여행 팟캐스트인 "원 스텝 비욘드"(One Step Beyond)를 시작했다.

## 사생활
플레처는 포시 스트렌츠와 결혼하여 두 자식을 두었다. 뉴욕주 북부에 거주하고 있으며, 채식주의자였다가 1985년 음반 《Meat Is Murder》의 영향으로 비건이 되었다.

## 서적
- Never Stop: The Echo and the Bunnymen Story
- Remarks Remade - The Story of R.E.M.
- Dear Boy: The Life of Keith Moon (published in the United Kingdom; American title is Moon (The Life and Death of a Rock Legend))
- Hedonism - A Novel
- The Clash: An Essential Guide to Their Music
- All Hopped Up and Ready to Go: Music from the Streets of New York 1927-77
- A Light That Never Goes Out: The Enduring Saga of the Smiths (2012)
- Boy About Town (2013)[5]
- In the Midnight Hour: The Life and Soul of Wilson Pickett (2017)[6]
- Knock! Knock! Knock! on Wood: My Life in Soul (2020)[7]
- The Best of Jamming! Selections and Stories from the Fanzine That Grew Up, 1977–86 (2021)[8]